# ガーディック
『ガーディック(GUARDIC)』は、株式会社コンパイルがMSX用に発売したパズルシューティングゲームである。
後にファミリーコンピュータで、外伝作品にあたる『ガーディック外伝』をアイレム株式会社から発売している。

## 概要
パズル要素を備えた画面内シューティングゲーム。画面内を８方向に移動可能な自機「ガーディック」を操作し、敵機を倒して先のラウンドへ進めていく。
次のラウンドに進む際に自機を操作して画面をスクロールさせ、分岐路でいずれかのルートをプレイヤー自身が決定するラウンドセレクト型の構成となっている。
２ラウンド以降では画面内に破壊出来ない障害物が配置されるようになる。自機の移動、ウエーブ（ビーム）が妨害されるため、障害物配置位置や敵機の出現位置、敵機の移動パターンを覚えて各ラウンドごとの攻略方法を考えさせられる部分がパズル要素となっている。

## ゲーム内容

### システム
自機はジョイスティック（またはキーボード）の上下左右で操作し、ウエーブはトリガーボタン（またはスペースキー）で発射する。ウエーブはボタンを押し続けることで連射できる。
ラウンド開始直後はパワーモードの選択であり、スピード、ウエーブ、オプションを順に選択する。選択にはPOWERを消費する。
スピードは6段階の範囲で選択でき、スピードレベルが大きくなるほど移動速度が上がる。
ウエーブは3段階の範囲で選択でき、ウエーブレベルが大きくなるほど攻撃幅が広がる反面、障害物にも妨害されやすくなる。
オプションは選択する種類で効果とPOWER消費が異なる。
POWERの消費はラウンド終了時に引かれることになるため、ラウンド内で自機が破壊されてもラウンド再開時のPOWERはラウンド開始時のPOWERに戻る。
POWERは画面内に配置されるパワーチップを取ることで回復できる。
敵機を全滅させるとラウンドクリアとなる。なお、ラウンド内の敵機の出現数は決まっている。
ラウンドクリア後は自機を操作し次のラウンドへ向かう。ただし、分岐路で先へ進む方向を選択した後に後退することはできない。
ガーディックの残機は到達スコアごとに増え、10,000点、20,000点、40,000点…と2回目以降は20,000点ごとに増加する。

### オプション
オプションは補助機能であり6種類の中から選択できる。なにも選ばないときは空白を選択する。
| オプション | 消費POWER | 効果                                                          |
| ---------- | --------- | ------------------------------------------------------------- |
| SHIELD     | 20        | 無敵になる！                                                  |
| THROUGH    | 10        | ウエーブが障害物などを通りぬける                              |
| HYPER      | 5         | 敵を貫通するウエーブがだせる                                  |
| LUCID      | 5         | 障害物を無視して移動ができる ただしパワーチップもとれなくなる |
| E.CONTROL  | 5         | 敵が弾を撃たなくなる                                          |
| SIDE.W     | 5         | ウエーブが前にしかでなくなる                                  |

### ランダー(RANDAR)
ラウンド内で出現するランダーに接触することで、POWER15と引き換えに、スコア20,000点、残機数2、バリアーのいずれかを買うことができる。

## 設定

### ストーリー
西暦2813年、太陽系から遠く離れた惑星ガリアムは人口増加による深刻な問題に直面していた。ガリアム政府は秘密組織〔ゴース〕と手を結び、侵略計画を実行した。
　ゴースは移民可能な惑星のすべての知的生命体を滅ぼす死の組織である。そして、ついにその魔の手が地球にものびてきた。
　ゴースは地球を壊滅状態におとしいれたが、人類は超高性能戦闘機〔Ｆ．Ｊ．〕とともに戦いを挑み、みごとゴースを太陽系外に追いやった。
　しかし、地球上ではゴースの生きのこりがひそかに反撃のチャンスをねらっていたのだ。人々がそれに気づいた時、ゴースの新たなる地球侵略計画が進められていた。これを撃破するため地球軍は新兵器〔ガーディック〕を完成させ、立ち向かっていった。

## 移植版
| No. | タイトル                       | 発売日         | 対応機種        | 開発元                        | 発売元             | メディア                       | 備考                                   | 出典        |
| --- | ------------------------------ | -------------- | --------------- | ----------------------------- | ------------------ | ------------------------------ | -------------------------------------- | ----------- |
| 1   | ガーディック                   | 2016年7月5日   | Windows         | D4エンタープライズ (移植担当) | D4エンタープライズ | ダウンロード (プロジェクトEGG) | 2024年12月3日にWindows11対応版を再配信 | [ 3 ] [ 4 ] |
| 2   | EGGコンソール ガーディック MSX | 2024年11月21日 | Nintendo Switch | D4エンタープライズ (移植担当) | D4エンタープライズ | ダウンロード                   |                                        | [ 5 ]       |

## その他
同梱のアンケート葉書の評価項目について、５段階で〇印をつけるように求められているが、数値の代わりにランダーの顔が描かれてあり、良いに近づくほどランダーの表情がにこやかであり、悪いに近づくほどランダーの表情が険しくなっている。